# رجم بنت نويران (الرقة)
رجم بنت نويران قرية سورية تتبع ناحية سلوك في منطقة تل أبيض في محافظة الرقة. بلغ عدد سكانها 65 نسمة في عام 2004 حسب إحصاء المكتب المركزي للإحصاء.